# Widder (Tierkreiszeichen)

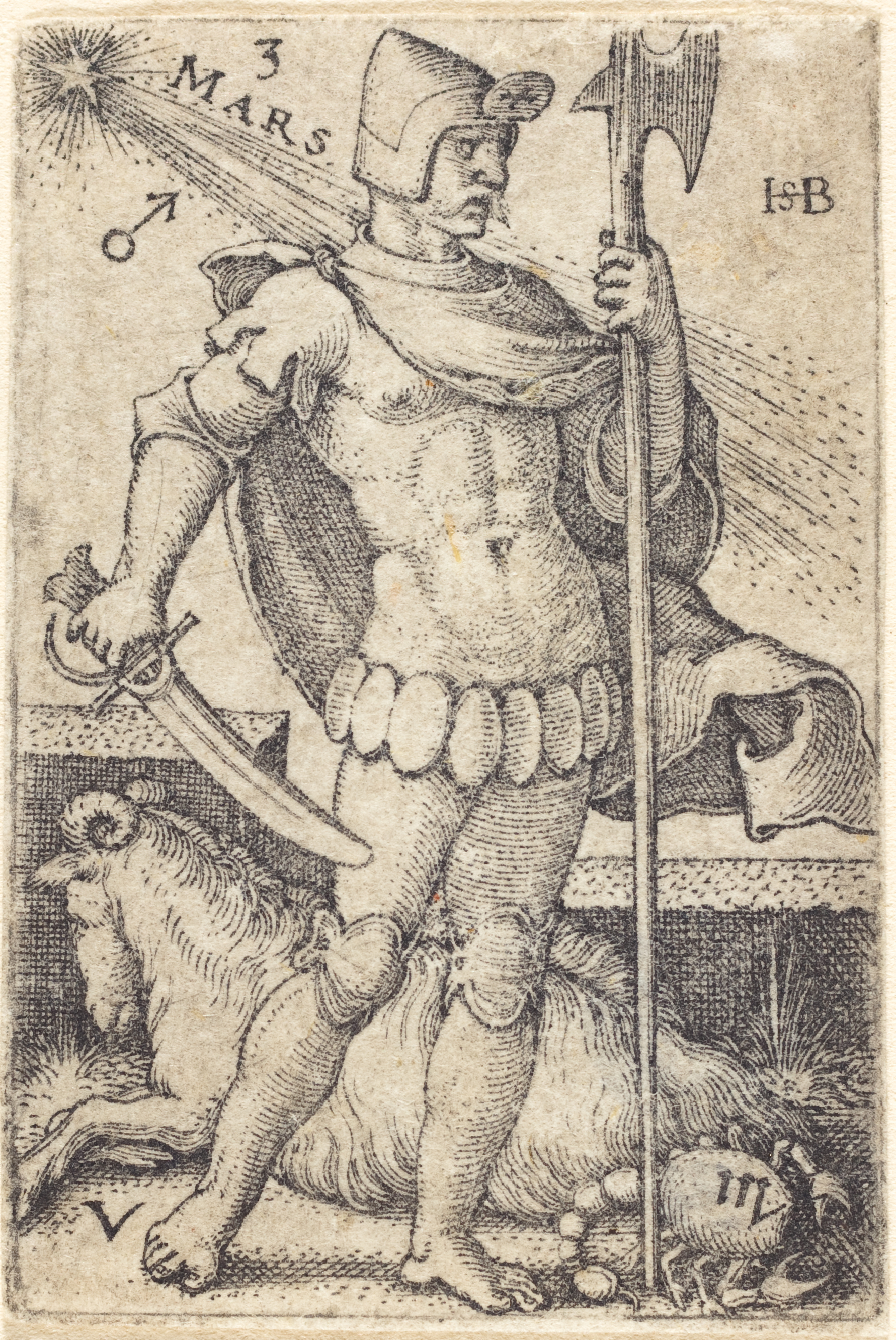
Mars als Herrscher des Zeichens Widder (Stich von Hans Sebald Beham 1539)

Astrologisches Symbol des Widders

Das Tierkreiszeichen Widder (altgriechisch κριός Kriós, lateinisch Aries) entspricht dem ersten Abschnitt des Tierkreises von 0° bis 30° ekliptikaler Länge ab dem Frühlingspunkt.

## Astronomie
Die Sonne befindet sich im Mittel in der Zeit zwischen 21. März und 20. April in diesem Zeichen. Aufgrund der Wanderung des Frühlingspunktes entspricht das Tierkreiszeichen Widder heute nicht mehr dem Sternbild Widder. Im Sternbild Widder befindet sich die Sonne ungefähr in der Zeit zwischen 19. April und 14. Mai.
Das Sternbild war bereits Teil des Mondpfades im babylonischen MUL.APIN, dort benannt als „Mietarbeiter“ (LUHUN.GA). Der Widder ist erst von den Griechen in den Tierkreis eingeführt worden.

## Astrologie
Nach dem Tetrabiblos des Claudius Ptolemäus gibt es die folgenden Zuordnungen:
- Der Widder ist männlich (I.12).
- Domizil des Widders ist der Mars (I.17).
- Venus ist im Widder im Exil.
- Die Sonne ist in 19° Widder erhöht (I.19).
- Saturn ist in 21° Widder im Fall.

Als melothesische Entsprechung wurde dem Widder in der antiken Iatroastrologie als menschlicher Körperteil der Kopf zugeordnet, die zugeordnete Gottheit war Minerva.
Mit Löwe und Schütze bildet der Widder das Trigon des Elements Feuer und mit Krebs, Waage und Steinbock das Quadrat der tropischen oder Kardinalzeichen. Das entgegengesetzte Tierkreiszeichen ist Waage.

## Darstellung
Dargestellt wird das Zeichen seit der Antike als (häufig liegender) Widder. Das astrologische Symbol ist die Stilisierung eines (von vorne gesehenen) Widderkopfs mit den beiden gekrümmten Hörnern.
Die Unicode-Darstellung ist U+2648 = ♈.